# Walter Woelz
Walter Woelz (auch: Walter Wölz; * 12. Januar 1892 in Haiphong; † 9. März 1955) war ein deutscher Jurist, Kaufmann und Unternehmer.

## Leben
Walter Woelz wurde zur Zeit des Deutschen Kaiserreichs im Jahr 1892 in Haiphong in der damals von Frankreich beherrschten Kolonie Französisch-Indochina geboren. Nach seiner Reifeprüfung diente er während des Ersten Weltkrieges als Oberleutnant im 4. Württembergischen Feldartillerie-Regiment Nr. 65 und wurde mit beiden Klassen des Eisernen Kreuzes, dem Ritterkreuz des Friedrichs-Ordens mit Schwertern und mit dem Ritterkreuz des Militärverdienstordens ausgezeichnet, bevor er im November 1918 aus der Württembergischen Armee entlassen wurde.
Woelz studierte in Leipzig Rechtswissenschaften an der dortigen Universität, an der er 1920 seine Dissertation ablegte zum Thema Die rechtlichen Schranken des Beitrittszwangs zu Unternehmerkontrollen. Im selben Jahr heiratete er am 20. Oktober 1920, durchlief in der Folge sein Referendariat und schloss mit dem Titel Dr. iuris.
Gegen Ende der Weimarer Republik übernahm Woelz 1932 in Peine die Aufgaben des Justiziars an der Ilseder Hütte, für die er bis 1938 tätig blieb. Unterdessen war er dem in Hannover agierenden Rotary Club Hannover beigetreten, in dem er von 1933 bis in das Jahr der durch die Nationalsozialisten 1937 erzwungenen Selbstauflösung des Clubs ehrenamtlich als Sekretär arbeitete. Hier schrieb er beinahe wöchentlich umfangreiche Zusammenfassungen der bis zu 50 eingehenden Clubberichte anderer deutscher Rotary Clubs. Die Wochenberichte von Woelz erhielten dadurch den Charakter eines internen Mitteilungsblattes aller deutschen Rotary-Clubs und wurden entsprechend in größerer Anzahl extern angefordert. Während der Clubauflösung 1937 wirkte Woelz als Vizepräsident der Vereinigung.
Unterdessen wirkte Woelz ab 1936 und bis in das erste Kriegsjahr 1939 parallel zu anderen Aufgaben im Steuerausschuss der Industrie- und Handelskammer Hannover. In dieser Zeit, er wohnte in der Wilhelmstraße 5 in Hannover, wirkte er zudem in der Nordwestlichen Eisen- und Stahl-Berufsgenossenschaft.
1938 erhielt Woelz über die Deutsche Bank in Bamberg die Information, dass der aus jüdischer Familie stammende Sally Kahn aufgrund des „Arisierungs“-Drucks seine Anteile an der Bamberger Firma Neue Metallwarenfabrik Bamberg, Oehlhorn & Kahn OHG an einen „Arier“ verkaufen wollte. Am 15. Oktober 1938, nur wenige Wochen vor den Novemberpogromen, verkaufte Kahn seine Firmenanteile an Woelz für eine Nennsumme von 295.000 Reichsmark. Da der Betrag aufgrund der Arisierungsvorschriften jedoch zunächst auf ein Sperrkonto einzuzahlen war und von der Summe hohe Steuern und Abgaben einbehalten wurden, konnte die Familie Kahn später nur über einen Bruchteil des ursprünglich vereinbarten Betrages verfügen. Zudem wurde Kahn im Rahmen der sogenannten „Reichskristallnacht“ verhaftet und als „Schutzhaftjude“ in das Konzentrationslager Dachau verschleppt. Nach seiner Freilassung zu Weihnachten 1938 wurde mit Vertrag vom 5. Januar 1939 vereinbart, dass Kahn als Geschäftsführer die ausländische Firmenniederlassung Prodoka leiten sollte. Mit Wirkung zum 13. April 1939 schied Kahn vollständig aus der deutschen Muttergesellschaft aus, die unter Woelz dann in eine GmbH umgewandelt wurde und als Oelhorn & Woelz firmierte. In der Folge leitete Woelz das operative Geschäft des Bamberger Unternehmens unter Zuhilfenahme seiner Prokuristen Hugo Lips, Karl Weber und Leonhard Schneider weitgehend alleine.
Während des Zweiten Weltkrieges war Woelz von 1940 bis 1945 Mitglied im Steuerausschuss der Wirtschaftsgruppe Werkstoffverfeinerung. Aus dieser Zeit finden sich Quellen, die die Beteiligung von Oelhorn & Woelz an der Fertigung für die Wehrmacht belegen.
Nach Kriegsende stellten die amerikanischen Besatzungsbehörden im Oktober 1945 Oelhorn & Woelz unter Vermögenskontrolle, wurde der vormalige und von den Mitarbeitern gefürchtete Prokurist Carl Weber – der zuvor mit Woelz offenbar gut zusammengearbeitet hatte – zum Treuhänder und Geschäftsführer bestellt. Die Friedensproduktion lief ab 1946 zunächst mit 40 Mitarbeitern langsam an.
Woelz blieb dem zur Zeit des Nationalsozialismus aufgelösten Rotary Club Hannover verbunden und wurde – wenngleich in der Nachkriegszeit weiterhin in Bamberg wohnhaft – in diesen Jahren zum Ehrenmitglied der Organisation ernannt. Zudem entwickelte er etliche Aktivitäten zur Neugründung der Rotarier-Gemeinschaft.
1951 schied Woelz als persönlich haftender Gesellschafter aus seinem Unternehmen aus.
Der 1955 Verstorbene wurde im Familiengrab Kreidler auf dem Fangelsbachfriedhof in Stuttgart beigesetzt. Der Grabstein enthält neben anderen Familienmitgliedern auch die Inschrift für Margarethe Woelz, geborene Kreidler (1898–1988).

## Schriften (Auswahl)
- Die rechtlichen Schranken des Beitrittszwangs zu Unternehmerkontrollen, Dissertation 1920 an der Universität Leipzig[5]
- Rotary und der Nationalsozialismus, in: Der Rotarier, Ausgabe 2 (1955), S. 97–105[10]

## Archivalien
Archivalien von und über Walter Woelz finden sich beispielsweise
- als Schriftverkehr von Walter Woelz mit dem Bildarchiv des Heeresarchivs Stuttgart inklusive Fragebogen Offiziere zur Lichtbilderfassung aller württembergischen Offiziere des ehemaligen XIII. Württembergischen Armee-Korps (AK) und des XIV. Badischen AK; mit einem Brustbild in Form eines Passfotos im Landesarchiv Baden-Württemberg, Abteilung Hauptstaatsarchiv Stuttgart, Archivsignatur M 708 Nr. 3531[4]